# Digestaat

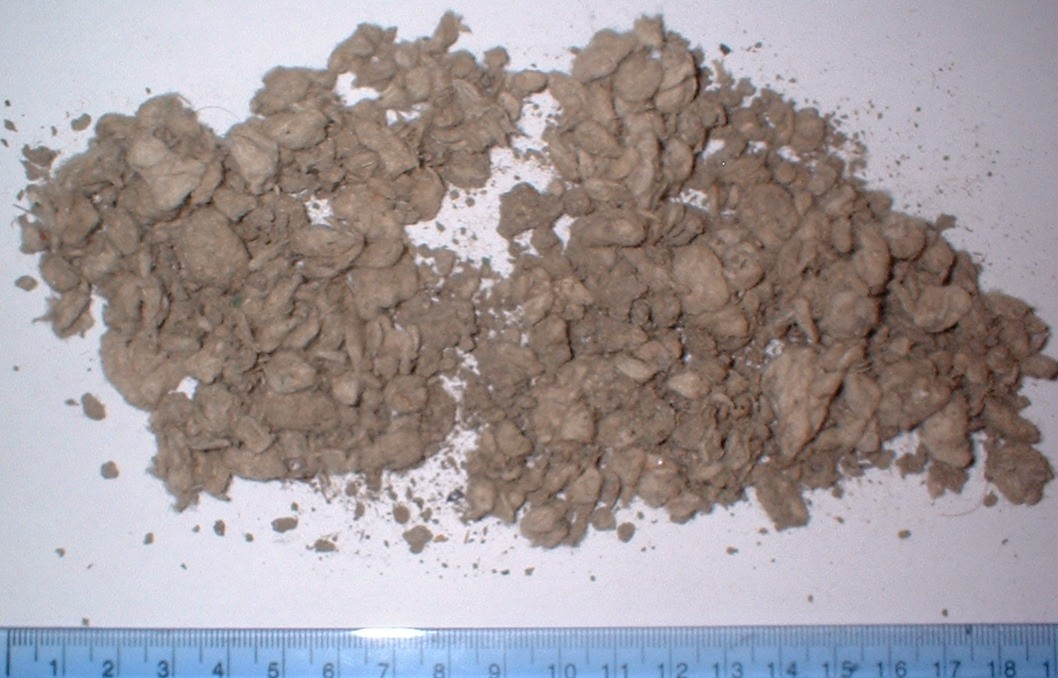
Digestaat verkregen door vergisting van biomassa

Digestaat is vergiste biomassa en is een restproduct van de biogasproductie. Digestaat bevat water, levende en dode organismen, mineralen en de niet vergiste mestfractie, onder andere lignine. Indien er mest gebruikt wordt in de vergisting, is deze afkomstig van rundvee, varkens of kippen. Voor een vergisting met verhoogde methaanopbrengst wordt ook organisch materiaal zoals maïs, suikerbietenpuntjes, glycerine of organisch-biologische stromen uit de voedingsindustrie toegevoegd.
Digestaat is juridisch gezien geen compost, hoewel het vergelijkbare fysische en chemische eigenschappen heeft. Compost (meer specifiek aerobe compost) wordt in tegenstelling tot digestaat geproduceerd door aerobe micro-organismen en levert dus geen waardevol Bio-CH4.
Door de vergisting wordt het eenvoudig afbreekbaar organisch materiaal in de mest afgebroken tot Biogas. Zo kan bijvoorbeeld de C/N-coëfficiënt (koolstof/stikstof verhouding) van varkensmest verschuiven van 7 naar 2. Ook komt er voor de planten meer makkelijk opneembare stikstof vrij.